# Кировский (Камчатский край)
Кировский — бывший посёлок городского типа в Соболевском районе Камчатского края.

## География
Расположен на песчаной косе, отделяющей устье реки Удова от акватории Охотского моря.

## История
Возник как посёлок при рыбных промыслах в 1907 году. В 1929 году был организован рыбокомбинат «Воровские рыбные промыслы», переименованный в 1937 году в «Рыбокомбинат имени С. М. Кирова». В 1948 году посёлок при рыбкомбинате получил статус пгт и название Кировский. Большой урон посёлку, от которого он так и не смог оправиться, нанесла дрифтерная катастрофа.
В конце 1950-х годов центр рыбокомбината был перенесён из пгт Кировский в посёлок РКЗ-26. В связи с этим в 1961 году посёлок РКЗ-26 стал именоваться как пгт Кировский, а бывший пгт Кировский стал посёлком Прибойный. 11 декабря 1964 года посёлок Прибойный был упразднён.
В 1987 году был упразднён и «новый» пгт Кировский.

## Население
| 1959 | 1970  | 1979 |
| ---- | ----- | ---- |
| 3748 | ↘1403 | ↘693 |